# Alex Righetti
Alex Righetti, né le 14 août 1977 à Rimini en Italie, est un joueur italien de basket-ball ayant évolué au poste d'ailier.

## Biographie
Alex Righetti est membre de la sélection italienne depuis 1998. Il a remporté une médaille de bronze au championnat d'Europe 2003 et la médaille d'argent aux Jeux olympiques 2004.

## Palmarès
- Vainqueur de la Coupe d'Italie de basket-ball 2008 avec Avellino
- Vainqueur de l'EuroChallenge 2008-2009 avec Virtus Bologne

## Distinctions
- Ordre du Mérite de la République italienne[1] le 27 septembre 2004